# Poropanchax normani
Poropanchax normani és una espècie de peix de la família dels pecílids i de l'ordre dels ciprinodontiformes.

## Descripció
Els mascles poden assolir els 4 cm de longitud total.
- Pot arribar a fer 4 cm de llargària màxima.
- 5-6 radis tous a l'aleta dorsal.
- 9-11 radis tous a l'aleta anal.[3][4]

## Dimorfisme sexual
Els mascles tenen les aletes significativament més allargades amb alguns tons groguencs en elles i amb algun reflex blavós en els flancs. Les femelles tenen les aletes arrodonides sense coloració i són més uniformes amb tons platejats i grisos en el seu conjunt.

## Hàbitat
És un peix d'aigua dolça, bentopelàgic i de clima tropical (22 °C-26 °C).

## Distribució geogràfica
Es troba a Àfrica: Senegal, Gàmbia, Sierra Leone, Guinea, Libèria, Níger, Nigèria, Costa d'Ivori, Ghana, el Txad, Camerun, República Centreafricana, el tram sudanès del Nil Blanc, Benín i Togo.
Es troba a Àfrica: el Senegal, Gàmbia, Sierra Leone, Guinea, Libèria, el Níger, Nigèria, la Costa d'Ivori, Ghana, el Txad, el Camerun, la República Centreafricana, el Nil Blanc al Sudan, Benín i Togo.

## Vida en captivitat
S'adapta bé a viure dins d'un aquari.